# Эресуннский мост

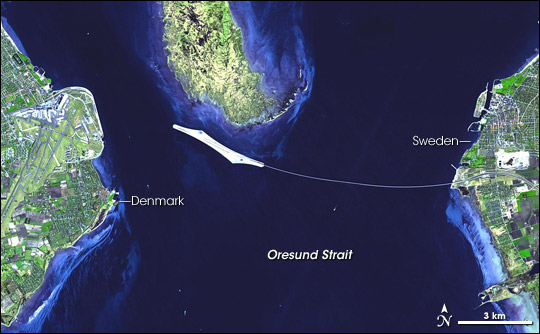
Эресуннский мост, снимок со спутника.

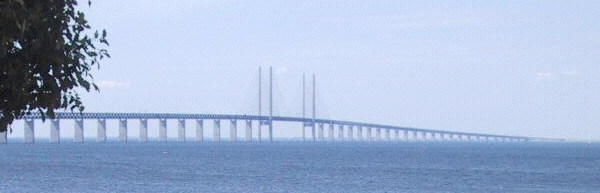
Вид со стороны Мальмё

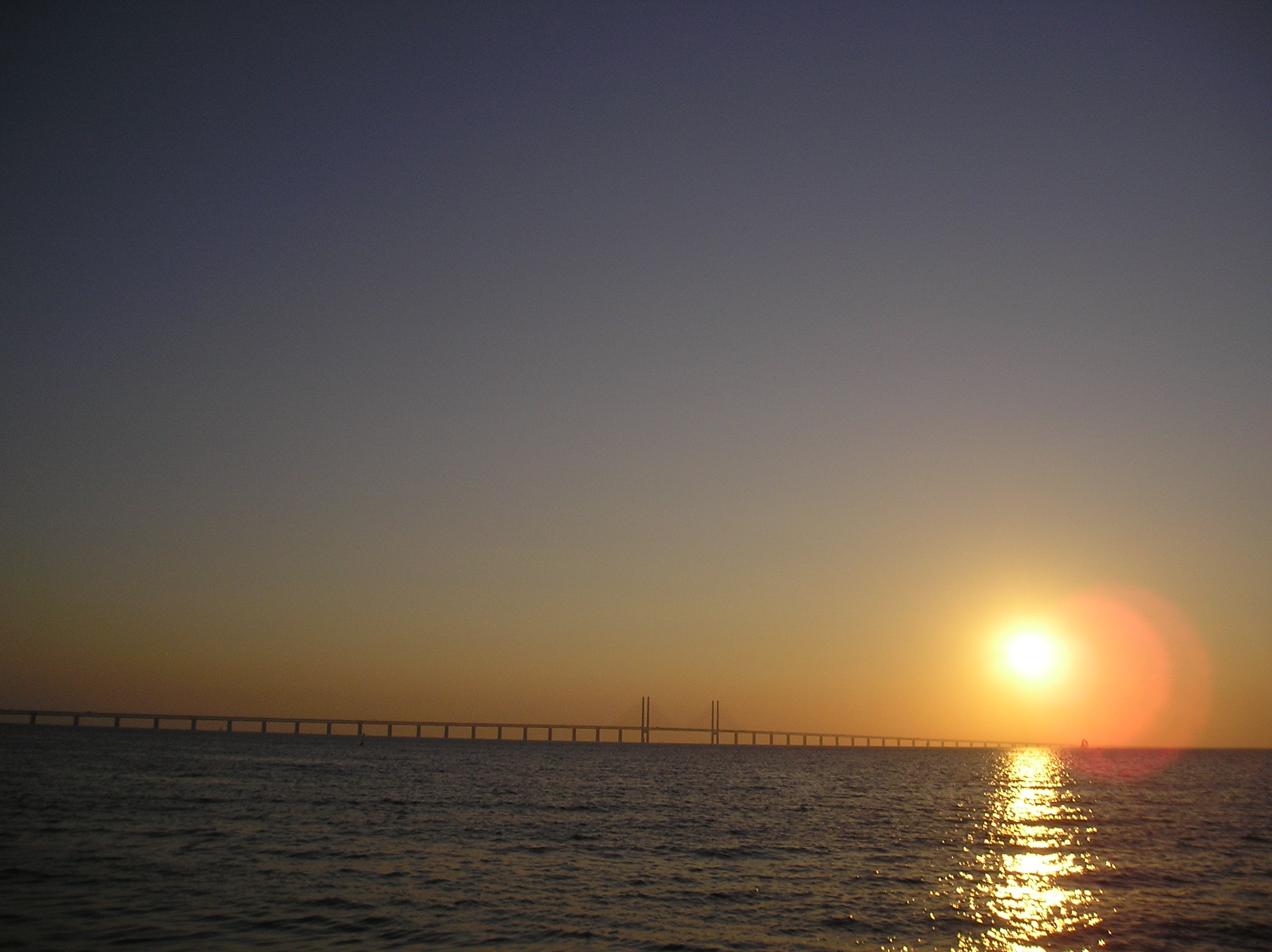
Вид со стороны Эресунна

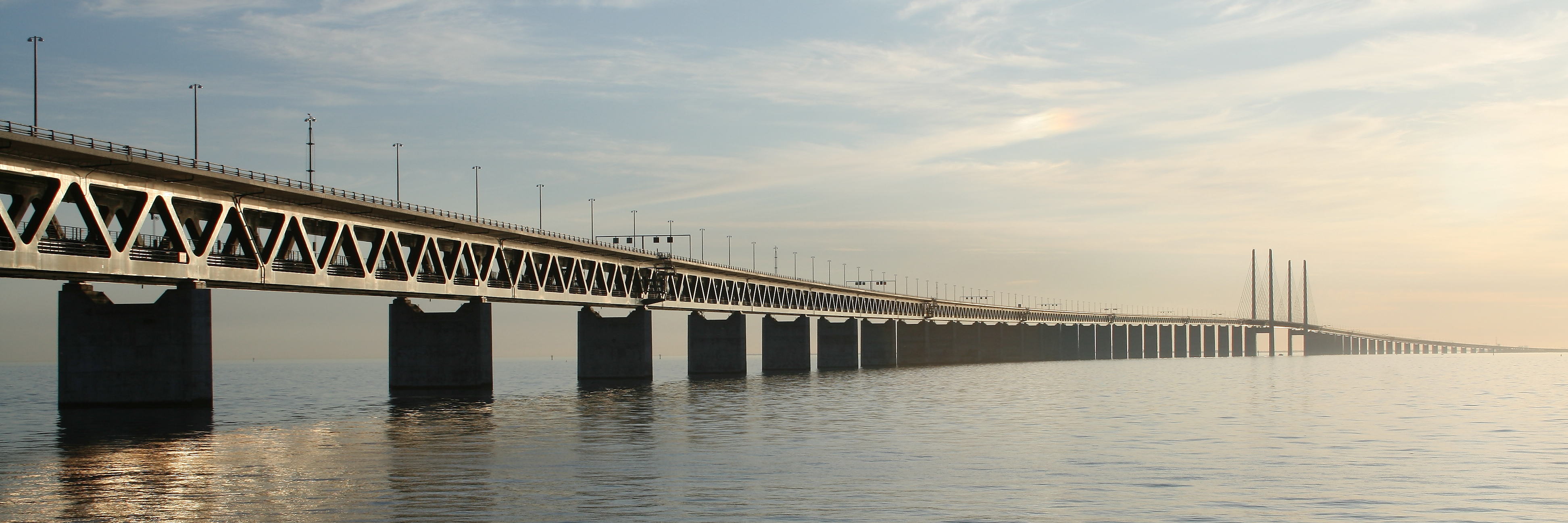

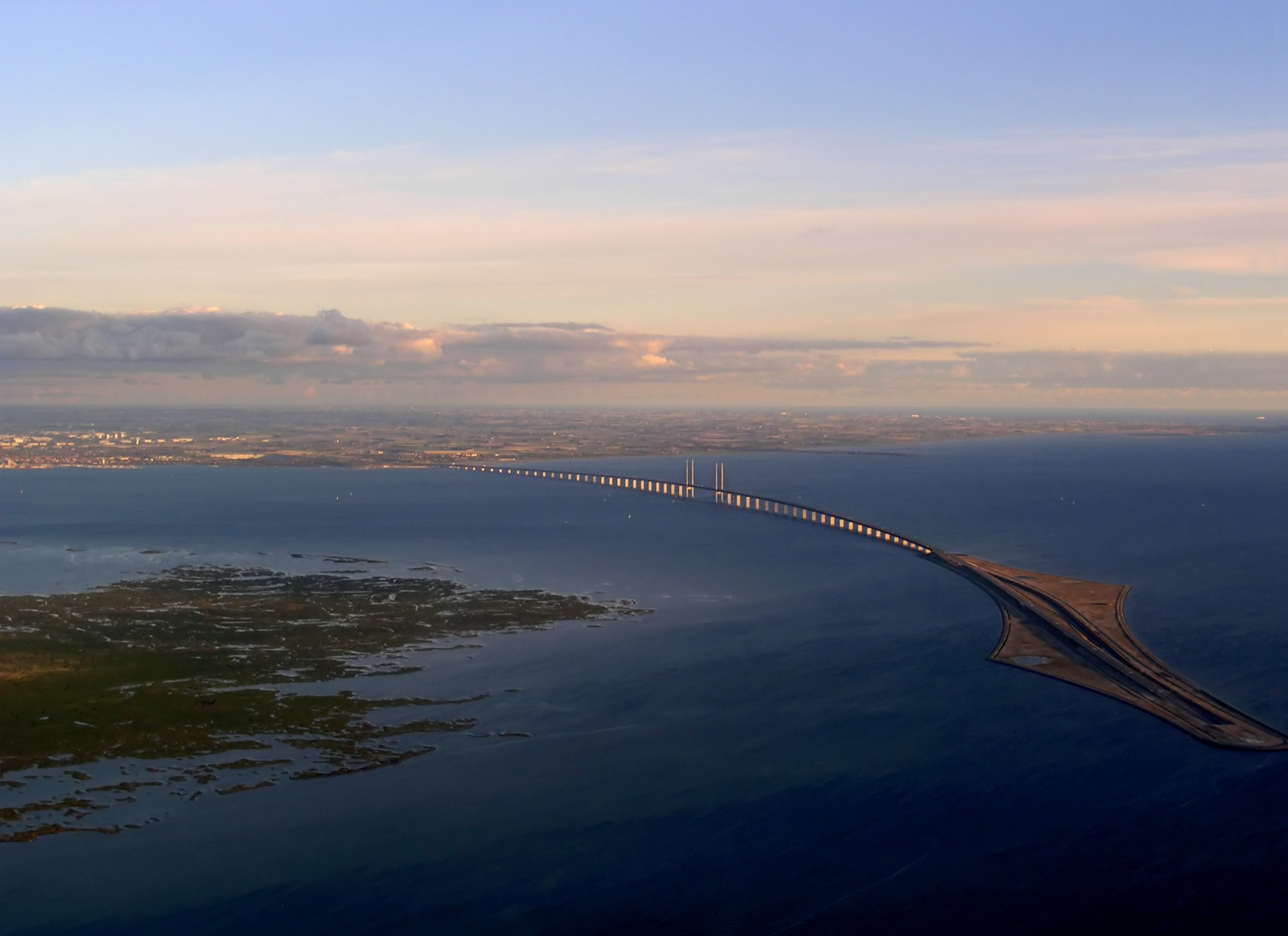
Вид со стороны Копенгагена. Слева — остров Сальтхольм, справа — искусственный остров Пеберхольм. На горизонте виден Мальмё.

Эресуннский мост (дат. Øresundsbroen, швед. Öresundsbron) — совмещённый мост-тоннель через пролив Эресунн, соединяющий столицу Дании Копенгаген и шведский город Мальмё. Это второй по длине мост в Европе, в котором автомобильная и железная дороги объединены в одну конструкцию. Мост и тоннель являются частью международного европейского автомобильного маршрута E20, а также Эресуннской железнодорожной линии. Строительство моста Большой Бельт (дат. Storebæltsforbindelsen) и моста позволило связать Центральную Европу со Скандинавским полуостровом. 
Эресуннский мост пересекает границу между Данией и Швецией, но благодаря Шенгенскому соглашению до миграционного кризиса там не было паспортного контроля: проводились обычные таможенные проверки у стендов (киосков) оплаты проезда по мосту для тех, кто въезжает в Швецию, но не для тех, кто въезжает в Данию.

## Название
В Швеции и Дании мост наиболее часто называют Öresundsbron и Øresundsbroen соответственно. Компания Øresundsbro Konsortiet I/S, спроектировавшая мост, предлагает компромиссное решение — называть мост Øresundsbron. Это символизирует общую культурную идентичность для региона, после постройки моста люди становятся «гражданами Эресунна». Поскольку сооружение фактически включает мост, остров и тоннель, его иногда называют более точно: «Эресуннская линия» или «Эресуннское сообщение» (дат. Øresundsforbindelsen, швед. Öresundsförbindelsen).

## История
Строительство перехода началось в сентябре 1995 года. Несмотря на крупные происшествия — обнаружение обломков военной техники, 16 неразорвавшихся бомб времён Второй мировой войны на морском дне и перекос сегмента тоннеля — строительство переправы было закончено на 3 месяца раньше запланированного срока, 14 августа 1999 года. В этот день наследный принц Дании Фредерик и кронпринцесса Швеции Виктория встретились на середине моста, чтобы отметить завершение строительства. Официальное открытие состоялось 1 июля 2000 года с участием королевы Маргрете II и короля Карла XVI Густава в качестве почётных гостей. Переправа была открыта для движения транспорта в тот же день. А до официального открытия, 12 июня 2000 года, 79871 бегун участвовали в полумарафоне (Broloppet, the Bridge Run) от Амагера в Дании до Сконе в Швеции.
На начальном этапе загрузка перехода была ниже ожидаемой, вероятно, из-за высокой стоимости проезда. Однако в 2005—2006 годах интенсивность движения возросла. Это могло быть связано с потоком датчан, покупавших дома в Швеции (благодаря низким ценам на жильё в Мальмё), и ездивших на работу в Данию. В 2007 году почти 25 миллионов человек пересекли мост: 15,2 миллиона на автомобилях и автобусах и 9,6 миллиона на поездах.

## Особенности моста
Мост длиной 7845 м покрывает половину расстояния между Швецией и датским островом Амагер. Граница между двумя странами находится в 5,3 км от шведского берега. Конструкция моста имеет массу 82000 тонн, несёт два железнодорожных пути и четыре полосы движения на горизонтальной балке, идущей вдоль всей длины моста. На обоих подходах к 3-вантовым секциям каждые 140 м балка опирается на бетонные опоры. 2 пары свободно стоящих несущих пилонов высотой 203,5 м позволяют осуществлять судоходство в створе основного пролёта, имеющего высоту 57 м. Несмотря на это, большинство судов предпочитают проходить через пролив беспрепятственно — над тоннелем. Длина основного вантового пролёта — 490 метров. Балка и вантовая конструкция была выбрана, чтобы обеспечить необходимую жёсткость для выполнения тяжёлых железнодорожных перевозок. Архитектор — Джордж Ротне (George Rothne), структурный дизайн — Ове Аруп (Ove Arup & Partners).

## Остров Пеберхольм
Мост соединяется с тоннелем на искусственном острове, названном Пеберхольм (Перец-остров). С характерным юмором датчане выбрали имя для дополнения соседнего естественного острова Сальтхольм (Соль-остров) на севере. Они также сделали Пеберхольм природным заповедником. Насыпанный из скал и пород во время дноуглубительных работ при строительстве моста и тоннеля, остров Пеберхольм составляет примерно 4 км в длину со средней шириной 500 метров.

## Тоннель Drogden
Соединение между искусственным островом Peberholm и насыпной частью в районе аэропорта Каструп на острове Амагер — ближайшей населённой части Дании — осуществляется через тоннель Drogden (Drogdentunnelen). Длина тоннеля 4050 метров складывается из 3510 метров подводного тоннеля и 270 метров порталов на каждом конце. Тоннель изготовлен из 20 сборных железобетонных сегментов (55000 тонн каждый) и объединён в канале, вырытом в морском дне. Две трубы в тоннеле несут железнодорожные пути; ещё две несут автодороги, а меньшая пятая труба предназначена для чрезвычайных ситуаций. Трубы расположены бок о бок. Причиной несения дополнительных расходов и преодоления сложностей строительства тоннеля, а не другой части моста было стремление избежать препятствий для самолётов, идущих на посадку в расположенный недалеко аэропорт Копенгагена (Каструп), и обеспечение свободного прохода для судов.

## Железнодорожный транспорт
Общественный железнодорожный транспорт эксплуатируется совместно шведской SJ и датской DSBFirst на комиссии Skånetrafiken и другими транспортными компаниями (которые также продают билеты) и Датским транспортным агентством. Был разработан ряд новых поездов с двойным стандартом напряжения. Эти поезда связывают Копенгаген и Мальмё и южную Швецию, а также Гётеборг и Кальмар. SJ управляет X2000 и поездами InterCity с движением по мосту и соединяет с Гётеборгом и Стокгольмом. DSB управляет поездами на Истад, который соединяется непосредственно с паромом до острова Борнхольм. Аэропорт Копенгагена на острове Каструп имеет собственную железнодорожную станцию недалеко от западного конца моста. Поезда отправляются каждые 20 минут, и один раз в час в ночное время в обоих направлениях. Дополнительные пары поездов работают в часы пик, и 1-2 дополнительных поезда SJ и DSB каждый последующий час. По этой железной дороге также производится движение грузовых поездов.
Железная дорога стала популярной и в настоящее время испытывает перегруженность. Заторы возникают преимущественно на суше, а не на мосту. Основными источниками заторов являются железнодорожные станции по обе стороны моста, особенно Центральный вокзал в Мальмё. Люди вынуждены простаивать в пробках в час пик, так как трудно пустить больше поездов. Городской тоннель в Мальмё и его станции смогут уменьшить заторы на шведской стороне.
Железная дорога имеет 2 пути стандартной европейской колеи (1435 мм) и приспособлена для высоких скоростей (до 200 км/ч), но скорости ниже в Дании, особенно в тоннеле. Были проблемы, связанные с разницей в электрификации и сигнализации между датскими и шведскими железнодорожными сетями. Решением выбрали переключение системы электроснабжения, от шведского 15 кВ 16,7 Гц на датское 25 кВ 50 Гц переменного тока прямо перед восточным окончанием моста в Лернакене (Швеция). Сигнал в линии — в соответствии со стандартной шведской системой по всей длине моста. На острове Peberholm линия переключается на датский стандарт, который продолжается в тоннеле. Швеция использует железные дороги с левосторонним движением, а Дания — с правосторонним движением. Переключение производится на Центральном вокзале Мальмё, который является конечной станцией (терминалом). Для нового городского тоннеля в Мальмё эстакада будет проводить один путь на другую сторону.

## Стоимость строительства
Стоимость всего строительства, в том числе автомагистралей и железнодорожных соединений на земле, была оценена в 30,1 миллиарда датских крон (в соответствии с индексом цен 2000 года), при этом стоимость моста окупится к 2035 году. В 2006 году Швеция начала тратить ещё 9,45 миллиарда шведских крон на городской тоннель в Мальмё в качестве нового железнодорожного подключения к мосту. Тоннель завершён в 2011 году.
Соединение будет полностью финансироваться пользователями. Владеющая компания принадлежит наполовину датскому правительству, другая половина — шведскому правительству. Владеющая компания взяла кредит, гарантированный правительствами для финансирования строительства. Сборы с пользователей являются единственным доходом компании в настоящее время. После увеличения трафика этих сборов достаточно, чтобы оплатить проценты и начать погашение кредитов, что, как ожидается, займёт около 30 лет.
Налогоплательщики не платили за мост и тоннель. Однако налоговые деньги были использованы на строительство наземных соединений. Особенно на датской стороне наземные соединения имеют внутреннюю пользу, главным образом, для соединения аэропорта с железнодорожной сетью. Городской тоннель в Мальмё обладает тем преимуществом, что соединяет южную часть внутреннего города с железнодорожной сетью, и позволит отправлять намного больше поездов как в Мальмё, так и из него. Существующая станция является узким местом, ограничивающим число поездов, так что людям приходится простаивать, особенно на мосту Эресунн, а пассажиропоток продолжает расти.

## Оплата проезда
На 1 января 2014 года плата за проезд в одну сторону без скидок была установлена в следующих размерах:
| Транспортное средство        | DKK  | SEK  | EUR |
| ---------------------------- | ---- | ---- | --- |
| Билет на поезд               | 86   | 105  | 11  |
| Мотоцикл                     | 175  | 205  | 26  |
| Автомобиль                   | 335  | 390  | 48  |
| Микроавтобус (6-9 метров)    | 670  | 780  | 96  |
| Кемпер/автомобиль с прицепом | 670  | 780  | 92  |
| Грузовик (9-20 метров)       | 920  | 1080 | 126 |
| Грузовик (≥20 метров)        | 1380 | 1620 | 189 |
| Автобус (≥9 метров)          | 1280 | 1500 | 175 |

Стенды (киоски) оплаты проезда, помеченные жёлтыми знаками, принимают датские кроны (DKK), шведские кроны (SEK), норвежские кроны (NOK), евро (EUR), фунты стерлингов (GBP), доллары США (USD) и швейцарские франки (CHF). Для постоянных пользователей существуют скидки вплоть до 75 %.
Взимаемая за проезд по мосту плата поначалу критиковалась общественностью, однако плата сопоставима с платой за паром, которая взималась до постройки моста, и сохраняется на паромах между Хельсингборгом и Хельсингёром.

## В культуре
- Эресуннский мост является местом действия в шведско-датском детективном телесериале «Мост» (2011—2018).
- Мост использовался как символ соединения Швеции и остальной Европы на Конкурсе песни Евровидение 2013.
- Упоминается в песне 2014 года «Walk Me to the Bridge» группы Manic Street Preachers с их альбома Futurology.[9]